# Julia Savage
Julia Savage, född 2007 i Sydney, är en australisk skådespelare.
Savage har bland annat medverkat i TV-serierna Class of '07 och The Clearing från 2023. Hon har även medverkat i filmen  Blaze från 2022 där hon spelade huvudkaraktären Blaze.

## Filmografi (i urval)
- 2022: Blaze
- 2023: Class of '07
- 2023: The Clearing